# Pützer MS-60
Die Pützer MS-60 war ein zweisitziger Motorsegler, der von Alfons Pützer 1961 bei der Alfons Pützer KG entwickelt wurde.

## Geschichte
Ab Ende 1958 wandte sich Alfons Pützer wieder der Auslegung von Motorseglern zu, die zu dieser Zeit wegen ihrer schlechten Segelflugeigenschaften von Segelfliegern abgelehnt wurden, gleichzeitig bei Reisefliegern wegen begrenzter Reichweite und Leistung ebenfalls wenig Interesse auslösten. Zunächst beabsichtigte Pützer eine an den Pützer Bussard angelehnte, vereinfachte Motorsegler-Konstruktion mit stark verlängerten Tragflächen und Heckpropeller an einem V-Leitwerk als „Dohle II“ zu entwickeln. Nach der Einführung der neuen K-Klasse für Motorsegler in Deutschland, die geringere Anforderungen sowohl bei der Musterzulassung neuer Flugzeugmuster als auch an die Pilotenausbildung im Vergleich zu konventionellen Motorflugzeugen stellte, gab Alfons Pützer diese Weiterentwicklung der Dohle II auf.
Stattdessen entstand bei der Alfons Pützer KG eine vollständige Neukonstruktion eines Motorseglers, der auf die Rahmenbedingungen der K-Klasse hin ausgelegt wurde und den Bedürfnissen der Segel- und Reiseflieger entsprechen sollte. Der Motorsegler Pützer MS-60 war ein freitragender Mitteldecker, dessen vordere Rumpfschale aus einer GFK-ummantelten Blechwanne und zum Heck hin aus einem stoffummantelten Rohrgerüst bestand. Die Höhenflosse des Leitwerks war vor der Seitenflosse angeordnet. Als Motor kam der aus der Dohle II bekannte 28 PS starke Ilo F2x376 zum Einsatz, der hinter der Kabine auf Höhe des Tragflächenmittelstücks im Rumpf integriert wurde. Er trieb allerdings nicht mehr einen Propeller am Heck des Flugzeugs an, sondern zwei über Keilriemen angetriebene Faltpropeller an den Flügelendkanten. Die Faltpropeller waren so konstruiert, dass sie sich bei Stillstand über einen Federzug automatisch zusammenfalteten und bei Anlaufen des Motors durch Fliehkraft auffalteten. Der MS-60 erhielt ein einziehbares zentrales Bugrad mit Nylon-Stützbügeln an den Tragflächen sowie Luftbremsen und eine Schiebehaube.
Der Prototyp des MS-60 war im Spätherbst 1961 fertiggestellt und flog erstmals mit der provisorischen Zulassung D-KACO am 6. November 1961 in Bonn-Hangelar. Im Mai 1962 erfolgte die Präsentation auf der ILA 1962. Im Juni 1962 beteiligte sich Pützer mit der MS-60 am 2. Deutschen Motorseglertreffen im badischen Leutkirch. Obwohl die MS-60 zu den viel beachteten und innovativsten Motorseglern seiner Zeit zählt, war der kalkulierte Stückpreis von 35.000 DM im Sportflugbereich Anfang der 1960er Jahre zu hoch. Darüber hinaus war der MS-60 mit dem Ilo-Motor noch zu schwer.
Statt die Eigenentwicklung des MS-60 fortzuführen, entschied sich Alfons Pützer 1963 zur Zusammenarbeit mit dem französischen Konstrukteur René Fournier, dessen vergleichbare Fournier RF 3 bereits bei Alpavia S.A. in Frankreich in Serie gebaut wurde. Die Pützer MS-60 blieb ein Einzelstück, das später von Herbert Gomolzig übernommen und als Gomolzig MS-65 weiterentwickelt wurde. Aber auch die Gomolzig MS-65 ging nicht in Serie. In den 1970er Jahren griff Alfons Pützer noch einmal verschiedene Konstruktionsmerkmale der Pützer MS-60 für den modernisierten Entwurf der Sportavia MS-75 auf.
Soweit nicht anders angegeben, wurden die Angaben zur Pützer MS-60 aus übernommen.

## Technische Daten
| Kenngröße             | MS-60                         |
| --------------------- | ----------------------------- |
| Besatzung             | 1                             |
| Passagiere            | 1                             |
| Länge                 | 7,60 m                        |
| Spannweite            | 15,40 m                       |
| Höhe                  |                               |
| Flügelfläche          | 16,30 m²                      |
| Flügelstreckung       | 15,0                          |
| Gleitzahl             | 28                            |
| Geringstes Sinken     |                               |
| Nutzlast              | 110 kg                        |
| Leermasse             | 410 kg                        |
| max. Startmasse       | 520 kg                        |
| Reisegeschwindigkeit  | 130 km/h                      |
| Höchstgeschwindigkeit |                               |
| Dienstgipfelhöhe      |                               |
| Reichweite            | 1020 km                       |
| Triebwerke            | 1 × Ilo F2x376, 30 PS (22 kW) |